# Vật lý thống kê
Vật lý thống kê là một ngành trong vật lý học, áp dụng các phương pháp thống kê để giải quyết các bài toán liên quan đến các hệ chứa một số rất lớn những phần tử, có số bậc tự do cao đến mức không thể giải chính xác bằng cách theo dõi từng phần tử, mà phải giả thiết các phần tử có tính hỗn loạn và tuân theo các quy luật thống kê.
Ví dụ của các hệ có thể là các vật chất trong tự nhiên, chứa điện tử, quang tử, nguyên tử, phân tử, tồn tại dưới những trạng thái vật chất khác nhau (chất khí, chất lỏng, chất rắn, plasma...). Các phương pháp của vật lý thống kê hoàn toàn có thể mở rộng cho các hệ như hệ nơ-ron thần kinh, quần thể sinh vật, quần thể người trong xã hội, hay các hệ hỗn loạn trong kinh tế học.
Một số bài toán của vật lý thống kê có lời giải đại số, nhờ các phép xấp xỉ hay phân tích chuỗi. Tuy nhiên đa số phải sử dụng các phương pháp số để giải, đặc biệt là phương pháp Monte-Carlo.

## Những khái niệm cơ bản
- Trạng thái vĩ mô: là trạng thái của một hệ vật lý mà ta có thể mô tả bởi các đại lượng vĩ mô, cảm nhận trực tiếp bởi con người. Ví dụ như nếu ta xét một khối khí thì các đại lượng vĩ mô này có thể là thể tích, nhiệt độ,... của khối khí.
- Trạng thái vi mô lượng tử của một hệ vật lý: Theo quan điểm của cơ học lượng tử, trạng thái vật lý của một hạt tại một thời điểm t được biểu diễn bởi một vectơ trong không gian trạng thái, đó là vectơ trạng thái ket. Sự tiến hóa theo thời gian của một trạng thái vi mô được mô tả bởi phương trình Schrödinger.
- Trạng thái vi mô cổ điển: Ở một mức độ gần đúng nào đó, trạng thái vi mô của một hệ vĩ mô có thể được mô tả bởi cơ học cổ điển.
- Hàm phân bố thống kê là hàm được tính theo mật độ xác suất mà hạt có mặt tại một vị trí nào đó.
- Nguyên lý ergodic: Khi hệ ở trạng thái cân bằng, giá trị trung bình trên tập hợp của một đại lượng vật lý của một hệ tại một thời điểm nào đó trùng với giá trị trung bình của một đại lượng này tính theo thời gian của một hệ duy nhất.

## Các nhà vật lý thống kê
- Ludwig Boltzmann (1844-1906), nhà vật lý và nhà triết học Áo, là một trong những tư tưởng gia độc đáo nhất của hậu bán thế kỷ thứ XIX và được xem như là cha đẻ của vật lý thống kê. Phương pháp giải thích entropi của ông - đưa khái niệm xác suất vào nhiệt động lực học, đã gợi ý cho Planck và Einstein về lý thuyết thống kê của bức xạ, về giả thuyết lượng tử và photon. Định lý H của ông đã giúp cho ta hiểu được thế giới vĩ mô trên cơ sở của động lực học phân tử.
- James Clerk Maxwell (1831-1879), nhà vật lý người Anh đã xây dựng nên lý thuyết về các hiện tượng điện từ, đã đưa ra khái niệm về trường điện từ, ông là tác giả của nhiều công trình về lý thuyết động học các chất khí, một trong những người sáng lập ra môn thống kê cổ điển.
- Josiah Willard Gibbs (1839-1903), nhà vật lý Mỹ, người đã xây dựng nên phương pháp giải tích để giải các bài toán nhiệt động trên cơ sở ứng dụng các hàm nhiệt động, đã đặt nền móng cho phương hướng mới của nhiệt động học lý thuyết.
- Max Planck (1858-1947)
- Albert Einstein (1879-1955)